# Depolarisierungsfaktor
Der Depolarisierungsfaktor beschreibt den Einfluss der Form (Depolarisierungseffekt) eines dielektrischen Körpers auf dessen Polarisation und Dipolmoment.

## Feld- und Materialgrößen

Dielektrischer Körper im elektrischen Feld

Für ein homogenes Medium der Dielektrizitätszahl {\displaystyle \varepsilon } ist der Zusammenhang von elektrischer Feldstärke {\displaystyle E} und dielektrischer Verschiebung {\displaystyle D} durch die Gleichung
{\displaystyle D=\varepsilon _{0}\varepsilon E}
gegeben, mit der elektrischen Feldkonstante {\displaystyle \varepsilon _{0}}. Für die Polarisation gilt
{\displaystyle P=\varepsilon _{0}\chi E},
wobei {\displaystyle \chi =\varepsilon -1} die elektrische Suszeptibilität ist.

## Depolarisierungseffekt
Erzeugt man im Vakuum ({\displaystyle \varepsilon =1}) ein homogenes elektrisches Feld {\displaystyle E^{(0)}}, und bringt einen dielektrischen ({\displaystyle \varepsilon >1}, {\displaystyle \chi >0}) Körper endlicher Größe in dieses Feld (Abbildung) entsteht ähnlich wie im homogenen Material eine Polarisation {\displaystyle P}. Diese führt hier jedoch zu Oberflächenladungen, die ihrerseits ein zusätzliches elektrisches Feld hervorrufen – das depolarisierende Feld {\displaystyle E^{(d)}}, das im Inneren des Körpers dem ursprünglichen Feld entgegengesetzt ist und dieses abschwächt.
Die Polarisation ist mit dem elektrischen Feld im Inneren des Körpers
{\displaystyle E^{(i)}=E^{(0)}-E^{(d)}} verknüpft:
{\displaystyle P=\varepsilon _{0}\chi E^{(i)}}.
Im Allgemeinen sind das depolarisierende Feld und damit auch die Polarisation räumlich inhomogen und hängen in komplizierter Weise von der Form des Körpers ab, so dass diese Größen nur mittels numerischer Verfahren (z. B. Finite-Elemente-Methode) berechnet werden können. Ist der Körper ein Ellipsoid (Halbachsen {\displaystyle a,b,c}) und das äußere elektrische Feld parallel zu einer der Achsen lässt sich die Feldverteilung durch analytische Lösung der Potenzialgleichung bestimmen. In diesem Fall sind das depolarisierende Feld im Inneren des Ellipsoids homogen und antiparallel zum äußeren Feld, so dass sich der Zusammenhang mittels eines einfachen Zahlenfaktors {\displaystyle L}, dem Depolarisierungsfaktor darstellen lässt:
{\displaystyle E^{(d)}={\frac {LP}{\varepsilon _{0}}}}
Die Werte des Depolarisierungsfaktors liegen zwischen 0 und 1. Ein wichtiger Spezialfall ist die Kugel ({\displaystyle a=b=c}), für die man {\displaystyle L=1/3} erhält. Bei in Feldrichtung lang gestreckten Ellipsoiden sind die Oberflächenladungen weiter voneinander entfernt als bei der Kugel, was zu einer Abschwächung des depolarisierenden Feldes und damit einem kleineren Wert ({\displaystyle L<1/3}) des Depolarisierungsfaktors führt. Im Gegensatz dazu ist bei abgeplatteten Ellipsoiden der Abstand der Oberflächenladungen kleiner, was zu einem stärkeren depolarisierenden Feld und damit zu einem größeren Wert
({\displaystyle L>1/3}) des Depolarisierungsfaktors führt. Aus den obigen Gleichungen erhält man schließlich den Zusammenhang der Polarisation und des depolarisierenden Feldes mit dem äußeren Feld:
{\displaystyle P=\varepsilon _{0}{\frac {\chi }{1+L\chi }}E^{(0)},~}
{\displaystyle E^{(d)}={\frac {L\chi }{1+L\chi }}E^{(0)}}
Der in den Gleichungen vorkommende Faktor {\displaystyle \chi _{\mathrm {ext} }=\chi /(1+L\chi )}, der die dielektrischen Eigenschaften des Körpers und die Form beschreibt, wird auch als externe Suszeptibilität bezeichnet. Damit lässt sich der Zusammenhang von Polarisation und äußerem Feld analog zum homogenen Medium beschreiben:
{\displaystyle P=\varepsilon _{0}\chi _{\mathrm {ext} }E^{(0)}}
Ersetzt man die Suszeptibilität durch die Dielektrizitätszahl erhält man:
{\displaystyle P=\varepsilon _{0}{\frac {(\varepsilon -1)}{1+L(\varepsilon -1)}}E^{(0)}}
und speziell im Falle der Kugel ({\displaystyle L=1/3}) ergibt sich daraus die in der Festkörperphysik wichtige Clausius-Mossotti-Formel
{\displaystyle P=\varepsilon _{0}{\frac {3(\varepsilon -1)}{\varepsilon +2}}E^{(0)}}

## Berechnung der Depolarisierungsfaktoren von Ellipsoiden

### Allgemeiner Fall (dreiachsiges Ellipsoid)
Für ein Ellipsoid mit den Halbachsen {\displaystyle a}, {\displaystyle b} und {\displaystyle c} ist der auf die Halbachse {\displaystyle a} bezogene (d. h. {\displaystyle E^{(0)}} parallel zur entsprechenden Achse) Depolarisierungsfaktor {\displaystyle L_{a}}
{\displaystyle L_{a}={\frac {abc}{2}}\int _{0}^{\infty }{\frac {ds}{(s+a^{2})R_{s}}},~~R_{s}={\sqrt {(s+a^{2})(s+b^{2})(s+c^{2})}}}
Die Faktoren für die beiden anderen Achsen {\displaystyle L_{b}} und {\displaystyle L_{c}} ergeben sich durch Vertauschung von {\displaystyle a}, {\displaystyle b} und {\displaystyle c}. Die Summe der Werte für die drei Achsen ist {\displaystyle L_{a}+L_{b}+L_{c}=1}. Im Falle eines dreiachsigen Ellipsoids ({\displaystyle a\neq b\neq c}) lässt sich das Integral nur numerisch berechnen.

### Rotationsellipsoid
Analytische Formeln erhält man für Rotationsellipsoide, wobei die beiden Fälle eines gestreckten und eines abgeplatteten Rotationsellipsoids zu unterscheiden sind.
| Form        | Halbachsen            | Depolarisierungsfaktor                                                                               | Exzentrizität                             |
| ----------- | --------------------- | --- | ----------------------------------------- |
| gestreckt   | {\displaystyle a>b=c} | {\displaystyle L_{a}={\frac {1-e^{2}}{e^{3}}}(\operatorname {artanh} e-e),\,L_{b}=L_{c}=(1-L_{a})/2} | {\displaystyle e={\sqrt {1-b^{2}/a^{2}}}} |
| Kugel       | {\displaystyle a=b=c} | {\displaystyle L_{a}=L_{b}=L_{c}=1/3}                                                                |                                           |
| abgeplattet | {\displaystyle a<b=c} | {\displaystyle L_{a}={\frac {1+e^{2}}{e^{3}}}(e-\arctan e),\,L_{b}=L_{c}=(1-L_{a})/2}                | {\displaystyle e={\sqrt {b^{2}/a^{2}-1}}} |

### Grenzfälle
Eine in zwei Richtungen unendlich ausgedehnte Platte, sowie ein unendlich langer elliptischer (oder kreisförmiger) Zylinder können als Grenzfälle des Ellipsoids angesehen werden.
| Form                                   | Halbachsen                                                | Depolarisierungsfaktoren                                                  |
| -------------------------------------- | --------------------------------------------------------- | ------------------------------------------------------------------------- |
| unendliche Platte                      | {\displaystyle b\rightarrow \infty ,c\rightarrow \infty } | {\displaystyle L_{a}=1,\,L_{b}=L_{c}=0}                                   |
| unendlich langer elliptischer Zylinder | {\displaystyle a\rightarrow \infty }                      | {\displaystyle L_{a}=0,\,L_{b}={\frac {c}{b+c}},\,L_{c}={\frac {b}{b+c}}} |

## Dielektrikum als äußeres Medium
Befindet sich der dielektrische Körper nicht im Vakuum, sondern in einem anderen dielektrischen Medium (Dielektrizitätszahl {\displaystyle \varepsilon _{\mathrm {m} }}), so lassen sich obige Gleichungen verallgemeinern, indem {\displaystyle \varepsilon } durch das Verhältnis {\displaystyle {\hat {\varepsilon }}=\varepsilon /\varepsilon _{\mathrm {m} }} von innerer und äußerer Dielektrizitätszahl ersetzt wird. Die Polarisation des Ellipsoids ist dann
{\displaystyle P=\varepsilon _{0}{\frac {({\hat {\varepsilon }}-1)}{1+L({\hat {\varepsilon }}-1)}}E^{(0)}}.

## Depolarisierungstensor
Ein äußeres Feld, das nicht parallel zu einer der Achsen des Ellipsoids ausgerichtet ist, kann in die Komponenten bezüglich der drei Achsen zerlegt werden. Obige Betrachtungen sind dann für jede Achse einzeln durchzuführen. Die Felder {\displaystyle P} und {\displaystyle E^{(d)}} sind dann im Allgemeinen nicht mehr parallel zum äußeren Feld, da auf die einzelnen Komponenten unterschiedliche Depolarisierungsfaktoren wirken. Mathematisch lässt sich der Zusammenhang zwischen den Vektoren {\displaystyle {\vec {E}}^{(d)}} und {\displaystyle {\vec {P}}} durch einen Depolarisierungstensor {\displaystyle {\bar {L}}} ausdrücken:
{\displaystyle {\vec {E}}^{(d)}={\bar {L}}{\vec {P}}}
bzw. in Matrixform
{\displaystyle {\begin{pmatrix}E_{x}^{(d)}\\E_{y}^{(d)}\\E_{z}^{(d)}\end{pmatrix}}={\begin{pmatrix}L_{xx}&L_{xy}&L_{xz}\\L_{yx}&L_{yy}&L_{yz}\\L_{zx}&L_{zy}&L_{zz}\\\end{pmatrix}}{\begin{pmatrix}P_{x}\\P_{y}\\P_{z}\end{pmatrix}}}
Sind die Achsen des Ellipsoids ({\displaystyle a,b,c}) parallel zu den Koordinatenachsen ({\displaystyle x,y,z}) ausgerichtet, hat der Tensor nur Diagonalelemente, die den oben beschriebenen Faktoren entsprechen ({\displaystyle L_{xx}=L_{a},L_{yy}=L_{b},L_{zz}=L_{c},L_{xy}=0,\dots }).

## Anwendungen

### Lichtstreuung an Nanoteilchen
Wird Licht an einem Teilchen gestreut, das wesentlich kleiner ist als die Wellenlänge, kann das elektrische Feld am Ort des Teilchens als homogen betrachtet werden (quasistatische Näherung). Damit kann das Dipolmoment {\displaystyle p} des Teilchens (Volumen {\displaystyle V}) unter Verwendung obiger Gleichungen formuliert werden.
{\displaystyle p={\frac {\varepsilon _{0}(\varepsilon -1)V}{1+L(\varepsilon -1)}}E^{(0)}}
Besonders interessant ist der Fall von Metallnanoteilchen (z. B. Gold, Silber, Aluminium), die sich im sichtbaren Spektralbereich durch eine stark frequenzabhängige komplexe Dielektrizitätszahl mit z. T. negativem Realteil beschreiben lassen. Das führt dazu, dass der Realteil des Nenners in der letzten Gleichung bei einer bestimmten Frequenz null werden kann, was zu einem starken Anstieg des Dipolmoments und damit einem Maximum der Lichtstreuung führt (Plasmonenresonanz). Der Depolarisierungseffekt ist eine notwendige Voraussetzung für diese Resonanz, da anderenfalls ({\displaystyle L=0}) der Nenner konstant wäre. Die Gleichung erklärt auch den Einfluss der Teilchenform auf Lage der Resonanz.

### Magnetische Messtechnik
Die hier für das elektrische Feld angestellten Betrachtungen gelten ganz analog auch für Körper aus magnetischen Materialien im Magnetfeld. Der entsprechend definierte Entmagnetisierungsfaktor ist bei der Auswertung von Messungen an magnetischen Materialien relevant.